# Live Films すみれ
『Live Films すみれ』（ライブ　フィルムス - スミレ）は、ゆずのライブビデオ。2003年10月22日にセーニャ・アンド・カンパニーより発売。

## 概要
2003年5月に行われたゆずの体育館ツアー「すみれ」より、横浜アリーナで開催された公演の模様を収録。収録時間146分。収録曲数は26曲。
パッケージはツアータイトルに合わせてすみれ色になっている。

## 収録曲
1. 桜道3
2. 連呼
3. 月曜日の週末
4. 雨と泪
5. 手紙
6. ふくろ
7. 駅（恵比寿～上大岡）
8. 月影
9. フラリ
10. 運転技術の向上
11. 君は東京
12. 旅立ちのナンバー
13. ブザービーター
14. 呼吸
15. 青
16. センチメンタル
17. 3番線
原曲は1分半程度だが、ライブでは様々なパフォーマンスを取り入れ、7分を超えて演奏された。
18. 言えずの♡アイ・ライク・ユー
19. 夏色
20. アゲイン2
21. スミレ
曲名にあわせ、会場内にスミレの香りが漂うといった演出がなされた。
22. 桜道2
23. 嗚呼、青春の日々
24. 3カウント
25. 少年
26. またあえる日まで